# 梁赞大公
这个条目是关于梁赞地区在古罗斯早期的分封王子和中世纪罗斯封建分裂时期梁赞公国的统治者。在争夺俄罗斯未来领导地位的斗争中，梁赞大公曾是莫斯科大公的有力对手之一。

## 梁赞王公
- 斯维亚托斯拉夫·雅罗斯拉维奇 1129年－1143年
- 罗斯季斯拉夫·雅罗斯拉维奇 1143年－1145年
- 格列布·罗斯季斯拉维奇 1147年－1178年
- 罗曼·格列波维奇 1178年－1207年
- 罗曼·伊戈列维奇 1207年－1212年
- 罗曼·格列波维奇 1212年－1216年
- 罗曼·伊戈列维奇 1216年－1217年
- 因戈瓦尔·伊戈列维奇 1217年－1235年
- 尤里·伊戈列维奇 1235年－1237年
  - 1237年，梁赞公王朝被其附庸公国佩列斯拉夫尔-梁赞的公王朝取代。

## 梁赞大公
- 因戈瓦尔·伊戈列维奇 1238年－1252年
- 奥列格·因戈瓦列维奇 1252年－1258年
- 罗曼·奥利戈维奇 1258年－1270年
- 费奥多尔·罗曼诺维奇 1270年－1294年
- 雅罗斯拉夫·罗曼诺维奇 1294年－1299年
- 康斯坦丁·罗曼诺维奇 1299年－1301年
- 瓦西里·康斯坦丁诺维奇 1301年－1308年
- 伊凡·雅罗斯拉维奇 1308年－1326年
- 伊凡二世·伊凡诺维奇 1326年－1341年
- 雅罗斯拉夫·亚历山德罗维奇 1341年－1346年
- 瓦西里·亚历山德罗维奇 1346年－1349年
- 奥列格·伊万诺维奇 1349年－1371年
- 弗拉基米尔·雅罗斯拉维奇 1371年－1372年
- 奥列格·伊万诺维奇 1372年－1402年
- 费奥多尔·奥利戈维奇 1402年－1427年
- 伊凡三世·费奥多洛维奇 1427年－1456年
- 瓦西里·伊凡诺维奇 1456年－1483年
- 伊凡四世·瓦西里耶维奇 1483年－1500年
- 伊凡五世·伊凡诺维奇 1500年－1521年
  - 被莫斯科大公兼并